# 楠木町 (広島市)
楠木町（くすのきちょう）とは、広島市西区の町名。住居表示実施済みで、現行行政地名は楠木町一丁目から四丁目。郵便番号733-0002（広島西郵便局管区）。

## 地理
- 太田川と本川（旧太田川）にはさまれた三角州の北半部東岸に位置し、本川に面している。北は大芝、西は三篠町および横川町、東は本川をはさんで白島地区に隣接する。

## 歴史
- 上述の通り、現在の楠木町は江戸時代から1889年までは沼田郡楠木村の一部であり、1889年以降は沼田郡（のち安佐郡に変更）三篠村（のち町制施行で三篠町に改称）の大字楠木の一部であり、現在の楠木町は横川町・三篠町などとともに旧安佐郡三篠町の中心的な地域であった。
- 1913年には現在の崇徳中学校・高等学校の前身である旧制「崇徳中学校」がこの地に設立された。また現在、町内の主要産業となっている製針・製材・家具・ゴム工業は第一次世界大戦頃から盛んになり、この地に工業地区を形成した。1929年4月1日旧三篠町の広島市への編入合併によりこの地区も広島市の一部となった。
- 広島市への合併後、旧三篠町の大字楠木はそのまま広島市三篠町大字楠木となったが、1933年の町名変更により大字楠木の一部から「楠木町」が新設され、以後町域の一部変更を経ながらも現在に至っている（歴史についての詳細は三篠町参照）。

### 町名の由来
楠木町の町名は、かつてこの町域を包括していた「楠木村」（のち安佐郡三篠町の大字楠木）に由来する。楠木村の名称は戦国時代以来のもので、その名は昔楠木の大樹があったことにちなむ（旧『広島県史』）。
1973年10月、楠木（クスノキ）が広島市の「市の木」として制定された。

## 産業
世界屈指の針の産地であり、「広島針」は300年の歴史を持つ。

## 交通
広島市の中心街である紙屋町・基町、横川駅などが徒歩圏にある。

### 鉄道
町内をJR山陽線が通っており、近隣の徒歩圏内に駅がある。
また、旧太田川（本川）を挟んだ隣の白島地区にアストラムラインも通っており、こちらも徒歩圏内である。
西日本旅客鉄道（JR西日本）
- 山陽線/可部線：横川駅
- 山陽線/可部線：新白島駅

広島高速交通（アストラムライン）
- 広島新交通1号線（アストラムライン）：新白島駅
- 広島新交通1号線（アストラムライン）：白島駅

広島電鉄
- 7号線/8号線：横川駅電停

### 路線バス
広島バス23系統（横川駅－大学病院）
- 楠木町バス停留所

広島交通
広島バス
広島電鉄
- 三篠町一丁目バス停留所
- 三篠町三丁目バス停留所

### 道路

#### 広島県道
- 広島県道84号東海田広島線（城北通り）

### 橋梁
- 北大橋（崇徳中学校・高等学校の南東。対岸は白島北町）
- 三篠橋（広島県道84号東海田広島線が通る。対岸は西白島町）

## 施設
楠木町は、製針、製材、ゴムなどの工場が町域の大部分を占めており、また、住宅地も多い。

### 公共施設
- 楠木郵便局
- 社会福祉法人ひろしま四季の会

### 教育機関
- 崇徳中学校・高等学校
- 小百合幼稚園
- 三篠保育園

### 商業施設
- ユアーズ楠木店 - スーパーマーケット。イズミ系列。
- エブリイ楠木店 - スーパーマーケット
- アプライド広島西店 - パソコンなどのチェーン店

### 企業
- 萬国製針（国内トップシェアの縫い針メーカー）
- 資生堂中四国支社広島支店

### 宗教
- 般舟寺（浄土宗）
- 正法寺（真宗木辺派）
- カトリック三篠教会
- 援助修道会三篠修道院（カトリック）

### その他
- 世界にここだけ釣具博物館

## 人口・世帯数
2018年6月末の人口・世帯数は以下の通り。
| 町名         | 人口  | 世帯数 |
| ------------ | ----- | ------ |
| 楠木町一丁目 | 2,266 | 1,623  |
| 楠木町二丁目 | 871   | 521    |
| 楠木町三丁目 | 1,248 | 681    |
| 楠木町四丁目 | 1,257 | 757    |
| 計           | 5,642 | 3,582  |